# Karma Yoga
Karma Yoga (Sanskrit, m., कर्मयोग, karmayoga) oder karmamarga ist im Hinduismus einer der drei oder vier Yogas bzw. Margas, dt. Wege. Karma-Yoga ist der 'Yoga der Tat' und bedeutet ein Handeln, ohne Anhaftung an seine Taten. Karma-Yoga wird oft auch als Yoga des selbstlosen (altruistischen) Dienstes verstanden.
Karma Yoga, der Pfad der Werke, strebt danach, jegliche menschliche Aktivität an den erhabenen Willen hinzugeben. Er beginnt mit der Absage an alle ichhaften Zwecke unserer Werke, an alles Unternehmen einer Handlung aus ichhaftem Interesse oder um eines weltlichen Resultats willen. Gelassenheit, Verzicht auf alles Verlangen nach der Frucht unseres Wirkens und ein Handeln, das als Opfer dem Erhabenen Herrn unserer Natur und der gesamten Natur dargebracht wird; das sind die drei grundlegenden Zugänge zu Gott auf dem Weg des Karma Yoga der Bhagavad Gita. Er ist einer der drei empfohlenen Wege (marga) zur Erlösung (Moksha), welche die Überlieferungen der Hindus aufzeigen.
In der Bhagavadgita (II.48) etwa lehrt Krishna, für Hindus der menschgewordene Gott:
Gib die Anhänglichkeit auf, o Arjuna, und vollbringe, im Yoga gefestigt, deine Werke. Sei gleichmütig gegen Erfolg und Misserfolg. Gleichmut wird Yoga genannt. Im 3. Kapitel heißt es weiter: Für den Besinnlichen gibt es den Pfad der Erkenntnis, für den Tätigen den Weg der selbstlosen Tat. Niemand wird vollkommen dadurch, dass er der Arbeit entsagt. Niemand kann dem Tun entsagen, jeden zwingen dazu unausweichlich die Gunas. Deshalb musst du jede Tat vollziehen als eine Darbringung an Gott und frei sein von aller Bindung an die Ergebnisse.
Die anderen Wege sind: Jnana Yoga (Weg der Erkenntnis), Bhakti Yoga, (Yoga der Hingabe), wobei viele Hindu-Lehrer (etwa Vivekananda) noch einen vierten hinzufügen Raja Yoga ("Königsyoga"), den die anderen in die ersten Wege integriert sehen.
Karma Yoga ist auch ein wichtiger Teil des integralen Yoga von Aurobindo.
Der Yoga des Wirkens, das Einswerden mit Gott in unserem Willen und Wirken (nicht nur in unserem Wissen und Fühlen) ist ein unentbehrliches, unaussprechlich wichtiges Element eines Integralen Yogas. (Aurobindo)